# Игроделы
Игроделы (англ. Game Shakers) — американский комедийный телесериал канала Nickelodeon. Премьера сериала в США состоялась 12 сентября 2015 года.

## Сюжет
Ученицы седьмого класса Бэйб и Кензи придумали игру «Китолёт» в качестве школьного проекта и очень удивились, когда их школьный проект стал очень популярной игрой. Также у них своё дело, приносящее миллионы. Но оказывается, что в этой игре девочки без разрешения использовали песню знаменитого рэпера Дабл Джи, и поэтому он решает судиться с ними. Чтобы исправить положение, Бэйб и Кензи предлагают ему деловое партнёрство с их игровой компанией «Игроделы», а его сыну, Трипл Джи — должность консультанта по играм (тестерам их игр).

## В ролях

### Главные роли
- Кри Чиккино — Бэйб Карано
- Мэдисон Шипман — Кензи Белл
- Бенжамин «Lil' P-Nut» Флорес — младший — «Трипл Джи» (настоящее имя Гровер Гриффин)
- Томас Куц — Хадсон Гимбл
- Кел Митчелл — «Дабл Джи» (настоящее имя Гейл Джей Гриффин)

### Второстепенные роли
- Бубба Гантер — Банни
- Шелдон Бэйли — Резкий
- Реджи Дэвис — Мистер Сэмич

### Приглашённые гости
- Snoop Dogg — камео
- Джейс Норман — Генри Харт
- Нейтан Кресс — камео

## Производство
2 марта 2016 года сериал продлили на второй сезон, который начался в сентябре 2016 года. 16 ноября 2016 года сериал продлили на третий сезон, который начался 10 февраля 2018 года. 26 марта 2018 года Nickelodeon объявил, что сериал был отменён и закончится после третьего сезона.

## Список серий

### 1 сезон (2015—2016)
| № серии | № серии в сезоне | Название                                                   | Описание | Дата показа      |
| ------- | ---------------- | ---------------------------------------------------------- | --- | ---------------- |
| 01      | 01               | Китолёт — часть 1 «Sky Whale, Part 1»                      | Школьный проект Бэйб и Кензи под названием «Китолёт» внезапно становится новым хитом среди игр! Но когда суперзвезда рэпа Дабл Джи узнаёт, что они использовали его песню без его разрешения, он требует долю от дохода.                    | 12 сентября 2015 |
| 02      | 02               | Китолёт — часть 2 «Sky Whale, Part 2»                      | Школьный проект Бэйб и Кензи под названием «Китолёт» внезапно становится новым хитом среди игр! Но когда суперзвезда рэпа Дабл Джи узнаёт, что они использовали его песню без его разрешения, он требует долю от дохода.                    | 12 сентября 2015 |
| 03      | 03               | Огуречики «Tiny Pickles»                                   | Бэйб и Кензи сделали новую игру, но Даб обещает миру другую — по мотивам своего странного сна. Девочки делают и эту игру, но она получается ужасной. Пытаясь исправить ситуацию, они объединяют две идеи и анонсируют премьеру на ТВ.       | 10 октября 2015  |
| 04      | 04               | Минус куртка, плюс голуби «Lost Jacket, Falling Pigeons»   | Когда девочки получают бонусы за успех «Китолёта», Бэйб покупает себе новую классную куртку, но, увы, вскоре её теряет. Тем временем в штабе Игроделов поселяется стая голубей.                                                             | 19 сентября 2015 |
| 05      | 05               | ГрязеКлякс «Dirty Blob»                                    | Трип случайно уничтожает копию новой игры Игроделов, и теперь ребятам нужно пробраться в студию звукозаписи Даба, чтобы скопировать резервную копию с его планшета.                                                                         | 26 сентября 2015 |
| 06      | 06               | Странный робот МеГо «MeGo the Freakish Robot»              | Компания по производству роботов просит Игроделов сделать игру на основе робота последней модели. Робот проникается симпатией к Хадсону и начинает ревновать его к Трипу, что приводит к неполадкам в его программе.                        | 3 октября 2015   |
| 07      | 07               | Трип угоняет самолёт «Trip Steals the Jet»                 | Стараясь влиться в тусовку богатых друзей Трипа, они с Бэйб решают «одолжить» самолёт Даба на один вечер. Когда самолёт остаётся без пилота, Трипу и девочкам приходится проявить смекалку, чтобы обеспечить мягкую посадку.                | 7 ноября 2015    |
| 08      | 08               | Тактика испуга «Scared Tripless»                           | Дабл Джи — тот ещё пранкстер! В этом году он хочет подшутить над Трипом и просит Бэйб и Кензи ему помочь. Но девочки решают его обхитрить и рассказывают Трипу о планах его папы. Они не подозревают, что с Дабл Джи шутки плохи.           | 24 октября 2015  |
| 09      | 09               | Потерявшиеся в метро «Lost on the Subway»                  | Игроделы отправляются в центр с боксёрскими играми на метро, но понимают, что забыли перчатки, и посылают за ними Трипа и Хадсона. Даб запретил Трипу ездить на метро и теперь спешит ему на помощь!                                        | 14 ноября 2015   |
| 10      | 10               | Банни на кону «You Bet Your Bunny»                         | Игроделы проводят соревнование, чтобы прорекламировать обновление Китолёта! Дабл Джи ставит на кон Банни, думая, что Бэйб выстоит против одного из своих одноклассников. Бэйб проигрывает, теперь дети должны придумать, как вернуть Банни. | 21 ноября 2015   |
| 11      | 11               | Рождество в стиле «рэгги» «A Reggae Potato Christmas»      | Игроделы приходят на прямой эфир «Рождественского шоу Дабл Джи». Во время первого же номера волосы Дабл Джи загораются, и ребятам приходится завершать шоу без него.                                                                        | 28 ноября 2015   |
| 12      | 12               | Неудавшееся веселье «Party Crashers»                       | Бэйб и Кензи хотели повеселиться с классным парнем Мейсоном, но их планы срываются, когда на вечеринку являются Банни и Резкий. Трип предпочитает работу общению с отцом, и Даб решает вызвать ревность сына с помощью Хадсона.             | 16 января 2016   |
| 13      | 13               | Отравленный пирог «Poison Pie»                             | Сосед Бэйб и Кензи жалуется на них из-за шума, и, чтобы извиниться, девочки пекут ему пирог. После того, как этот сосед попадает в больницу, Даб и Трип решают «под прикрытием» вернуть девочкам их честное имя.                            | 9 января 2016    |
| 14      | 14               | Чумазые копыта «Nasty Goats»                               | Ребята обнаруживают, что какой-то хакер выложил их новую игру «Чумазые копыта» на пиратский сайт. Выясняется, что он находится на Аляске. Дабл Джи помогает ребятам договориться с хакером и восстановить справедливость.                   | 20 февраля 2016  |
| 15      | 15               | Работа для Джимбо «A Job for Jimbo»                        | Игроделы дорабатывают свою новую игру о загрязнении океана — «Скубару». Даб хочет записать дуэт со знаменитой R&B певицей и подсовывает ребятам её кошмарного внука.                                                                        | 30 января 2016   |
| 16      | 16               | Девичья сила «The Girl Power Awards»                       | Бэйб и Кензи оказываются номинированными на получение награды «Девичья сила». Кензи быстро понимает, что это всё дело рук мошенников, но Бэйб уже настроена получить первую в жизни награду.                                                | 23 января 2016   |
| 17      | 17               | Оскорбительный трек «The Diss Track»                       | Когда конкурент Дабл Джи выпускает трек, где рэпер выставлен в плохом свете, Игроделы убеждают Даба записать ответный трек про собаку врага. Между двумя рэперами назревает серьезный конфликт.                                             | 5 марта 2016     |
| 18      | 18               | Акулий залп «Shark Explosion»                              | Мама Трипл Джи — Джеки — приглашает Игроделов к себе на яхту смотреть фейерверки. Но на яхте оказывается и Дабл Джи, который начинает бороться с Джеки за внимание детей.                                                                   | 6 февраля 2016   |
| 19      | 19               | Симулянтка Бэйб «Babe’s Fake Disease»                      | Кензи приглашает Бэйб в клуб по программированию, и поначалу ей там скучно, но потом она теряет голову от милого программиста Скотта. Приложение предсказывает Трипу облысение, и Даб пытается помочь сыну избежать этой злой участи.       | 27 февраля 2016  |
| 20      | 20               | Очень старый палец «The Very Old Finger»                   | Игроделы идут на выставку древностей, чтобы запастись идеями для разработки новой игры. Хадсон случайно отламывает один из пальцев мумии. Бэйб решается тайком приклеить его обратно.                                                       | 1 октября 2016   |
| 21      | 21               | Волшебная крыса по имени Бак" «Buck the Magic Rat»         | Кензи приносит из метро крысу, которую она спасла. Все настроены против, но грызун вдруг начинает приносить удачу, так что все спешат использовать его для решения своих проблем. Когда крыса заболевает, Кензи относит ее обратно.         | 8 октября 2016   |
| 22      | 22               | Байт-Клуб «Byte Club»                                      | Трип побеждает легендарного геймера, после чего крупная компания предлагает ему спонсорскую сделку. Когда эта сделка превращается в кошмар, Дабу с ребятами приходится помочь Трипу расторгнуть контракт.                                   | 12 ноября 2016   |
| 23      | 23               | Секретный уровень «Secret Level»                           | Когда Хадсон пускает ложный слух о секретном уровне в игре от «Игроделов», офис атакуют разъяренные фанаты. Бэйб использует этот слух для того, чтобы пойти на свидание с Мейсоном Кендалом.                                                | 24 сентября 2016 |
| 24      | 24               | Месть на ТехФесте — часть 1 «Revenge at Tech Fest, Part 1» | Во время участия в ТехФесте «Игроделы» объединяются с «Девчонками-кодерами» против старого врага Дабл Джи, жаждущего мести. | 21 мая 2016      |
| 25      | 25               | Месть на ТехФесте — часть 2 «Revenge at Tech Fest, Part 2» | Во время участия в ТехФесте «Игроделы» объединяются с «Девчонками-кодерами» против старого врага Дабл Джи, жаждущего мести. | 21 мая 2016      |

### 2 сезон (2016—2017)
| № серии | № серии в сезоне | Название                                                           | Описание | Дата показа      |
| ------- | ---------------- | ------------------------------------------------------------------ | --- | ---------------- |
| 26      | 01               | Скамейка Бэйб «Babe’s Bench»                                       | Бэйб тратит весь рекламный бюджет Игроделов на высокотехнологичную скамейку, но скоро узнаёт, что туда, как магнитом, тянет всяких чудаков.                                                                  | 19 ноября 2016   |
| 27      | 02               | Жестокие игры «Bunger Games»                                       | Поп-звезда Кайла Бэтч просит Игроделов сделать игру о том, как она живёт, и приглашает Бэйб присоединиться к своей звёздной команде. Но Кензи туда никто не зовёт.                                           | 18 февраля 2017  |
| 28      | 03               | Роковая свадьба «Wedding Shower of Doom»                           | Пришедший к Игроделам брат Даба приглашает ребят, за исключением самого Даба, на свою свадьбу. Дети простят позвать всех без исключения и обещают, что Даб будет вести себя нормально.                       | 25 февраля 2017  |
| 29      | 04               | Огнём и кодом «Armed & Coded»                                      | Мейсон Кендал просит Кёнзи научить его кодить. Видя возможность для сближения с Мейсоном, Бэйб просит Кёнзи согласиться, но начинает ревновать, потому что Кёнзи проводит с ним все больше и больше времени. | 17 сентября 2016 |
| 30      | 05               | Виртуальный опыт «The Mason Experience»                            | Бэйб расстроена тем, что Мейсон Кендал переезжает, и Кензи создает для нее Мейсона в виртуальной реальности. Бэйб в восторге, вот только она слишком этим увлекается…                                        | 11 февраля 2017  |
| 31      | 06               | Лама Лама, Плюй Плюй «Llama Llama Spit Spit»                       | После того как «Игроделов» выгнали из ресторана, чтобы освободить место для посетителя, чей портрет висит на стене заведения, Бэйб решает, что их фото тоже должны быть там во что бы то ни стало.           | 25 марта 2017    |
| 32      | 07               | Детоненавистник «Baby Hater»                                       | Даб решает податься в мэры, но после того, как он плохо высказывается о младенце, общественность отворачивается от него. Игроделы пытаются помочь ему снова полюбить маленьких детей.                        | 5 ноября 2016    |
| 33      | 08               | Медведи против лазеров «Bear Butt Laser Runner»                    | «Игроделы» узнают, что игру, похожую на подготовленный для клиента проект, на днях выпустила другая компания. Теперь у них есть всего двадцать минут на обдумывание новой игры.                              | 4 марта 2017     |
| 34      | 09               | Серия с кофейней «The One with the Coffee Shop»                    | В онлайн-репортаже об «Игроделах» нет ни слова о Кензи, и они с Бэйб ссорятся. Кензи устраивается работать официанткой в кофейню, а Бэйб должна придумать, как её вернуть.                                   | 16 сентября 2017 |
| 35      | 10               | Волнения Бэйб «Babe Gets Crushed»                                  | Трип как-то просит у Бэйб совета на тему отношений «для своего друга Чака». Она начинает подозревать, что Трип в неё влюбился и старается избежать неловких ситуаций.                                        | 4 ноября 2017    |
| 36      | 11               | Спороделы «Game Shippers»                                          | Чтобы разрешить спор о том, кого любил Фредди из сериала «AйКарли» — Карли или Сэм — игроделы отслеживают Нэйтана Кресса и пытаются добиться от него ответа любой ценой.                                     | 9 сентября 2017  |
| 37      | 12               | Эйр МиЖ «Air TnP»                                                  | После того как «Игроделы» регистрируются в приложении для поиска туалетов «Эйр МиЖ», один из клиентов запускает в их игру вирус, и теперь им нужно придумать, как всё исправить.                             | 18 марта 2017    |
| 38      | 13               | Дети пляшут, свин летит «Dancing Kids, Flying Pig»                 | Игроделы должны закончить разработку танцевальной игры в отведенный срок. Они надевают костюм для захвата движений и пытаются протанцевать 48 часов.                                                         | 7 октября 2017   |
| 39      | 14               | Персик раздора «War and Peach»                                     | Кензи устраивает небольшое мероприятие, чтобы «Игроделы» узнали друг друга получше и повысили производительность.                                                                                            | 14 октября 2017  |
| 40      | 15               | Летательные костюмы и ракетные ботинки «Wing Suits & Rocket Boots» | Игроделы делают Хадсону аккаунт в летс-плей, чтобы он помогал им рекламировать новые игры, но события выходят из под контроля, когда Хадсон для смеха надевает ракетные ботинки Даба.                        | 20 мая 2017      |
| 41      | 16               | Трип влип «The Trip Trap»                                          | Бэйб и Кензи подозревают, что новая девушка Трипл Джи хочет только славы, и пытаются выяснить, использует ли она Трипа в своих целях.                                                                        | 23 сентября 2017 |
| 42      | 17               | Шпионские игры «Spy Games»                                         | Когда Кензи устанавливает в офисе «Игроделов» камеры, Бэйб и Трип решают показать ей, каково это: шпионить за людьми.                                                                                        | 21 октября 2017  |
| 43      | 18               | Замена «The Switch»                                                | Даб и «Игроделы» меняют местами Хадсона и Банни и очень скоро начинают жалеть об уходе Хадсона. Теперь им нужно придумать, как его вернуть.                                                                  | 30 сентября 2017 |
| 44      | 19               | Клэмоделы — часть 1 «Clam Shakers, Part 1»                         | Пытаясь заключить рекламную сделку с компанией «Клэм Джампер», игроделы взламывают рекламный щит и транслируют на нём свою новую игру.                                                                       | 6 мая 2017       |
| 45      | 20               | Клэмоделы — часть 2 «Clam Shakers, Part 2»                         | Неудачная попытка взлома и шантаж ставят под угрозу сделку Игроделов с «Клэм Джампер». | 13 мая 2017      |

### 3 сезон (2018—2019)
| № серии | № серии в сезоне | Название                                                | Описание | Дата показа     |
| ------- | ---------------- | ------------------------------------------------------- | --- | --------------- |
| 46      | 01               | Ламплы «Lumples»                                        | Компания по производству игрушек нанимает «Игроделов» для создания игры по игрушке, которую нельзя видеть.                                                                      | 18 февраля 2018 |
| 47      | 02               | Подземка «Subway Girl»                                  | Когда видео с танцем Бэйб под новую песню Дабл Джи разлетается по сети, Даб спорит с Бэйб о том, кто из них танцует лучше.                                                      | 25 февраля 2018 |
| 48      | 03               | Снэкпот! «Snackpot!»                                    | Хадсон и Трип ставят в метро «Снэкпот» — автомат, выдающий закуски в случайном порядке — и Даб быстро становится им одержим.                                                    | 4 марта 2018    |
| 49      | 04               | Бэйб и парни «Babe & the Boys»                          | Приложение для знакомств доставляет Бэйб кучу проблем. | 11 марта 2018   |
| 50      | 05               | Уродливая голова «Super Ugly Head»                      | Кензи не знает, донести ли ей на Даба, снёсшего свой же памятник, или нет. | 8 апреля 2018   |
| 51      | 06               | Побег из Юты! «Escape from Utah!»                       | Девочки летят в Юту, чтобы спасти Трипа из исправительного центра, куда его отправил Даб.                                                                                       | 1 апреля 2018   |
| 52      | 07               | Горячие бананы «Hot Bananas»                            | Трип ужасно расстроен, потому что проиграл сражение в видео-игре семилетнему противнику.                                                                                        | 6 апреля 2019   |
| 53      | 08               | Бэйб любит опасности «Babe Loves Danger»                | Бэйб выясняет, что к ней едет Генри Харт и пытается распланировать идеальное свидание.                                                                                          | 10 февраля 2018 |
| 54      | 09               | Флэйвор-Сити «Flavor City»                              | Даб достаёт билеты на VIP-постановку лучшего мюзикла всех времён — Флэйвор-Сити.                                                                                                | 13 апреля 2019  |
| 55      | 10               | Снупотерапия «Snoop Therapy»                            | Игроделы постоянно ссорятся, и Даб советует им обратиться к своему психотерапевту — Снуп Доггу.                                                                                 | 30 марта 2019   |
| 56      | 11               | Водный парк Мокрого Вилли «Wet Willy’s Wild Water Park» | Игроделы идут в «Водный парк Мокрого Вилли» в последний день перед закрытием, чтобы попытаться побить рекорд скорости на самой опасной горке парка.                             | 20 апреля 2019  |
| 57      | 12               | Разрушение домика «Demolition Dollhouse»                | Бэйб и Кензи пытаются найти мальчика, помахавшего Кензи в метро, а Трип с Хадсоном вертятся вокруг кукольного домика.                                                           | 27 апреля 2019  |
| 58      | 13               | Голодный гипноз «Hungry Hungry Hypno»                   | После того, как «Игроделы» сходили на шоу гипнотизёра, Кензи не может избавиться от чувства голода.                                                                             | 4 мая 2019      |
| 59      | 14               | Плохая новость «Breaking Bad News»                      | «Игроделы» пытаются придумать, как сообщить Дабу о том, что они сломали его новый дорогущий телевизор.                                                                          | 11 мая 2019     |
| 60      | 15               | Бой жуков «Bug Tussle»                                  | После того как Даб улетает в Вегас без Трипа, «Игроделы» решают устроить веселье для Трипа прямо у Даба дома.                                                                   | 25 мая 2019     |
| 61      | 16               | Форс Файв и кошачий нос «Boy Band Cat Nose»             | Даб приводит Кензи к чудаковатому пластическому хирургу для животных, чтобы тот подправил ноздри её коту. Тем временем, Трип пытается протолкнуть Хадсона в музыкальную группу. | 1 июня 2019     |
| 62      | 17               | Он вернулся «He’s Back»                                 | Бэйб должна выбрать, с каким из знакомых парней ей встречаться, а Трип с Хадсоном покупают для Даба редкие часы.                                                                | 8 июня 2019     |
| 63      | 18               | Тоня против Игроделов «Why Tonya?»                      | К «Игроделам» приходит поклонница, требующая внести в одну из их игр изменения.                                                                                                 | 25 мая 2019     |

## Трансляция

### В мире
Премьера сериала в России состоялась 31 декабря 2015 года, в Германии — 10 января 2016 года, в Италии и Франции — 15 февраля 2016 года.